# Philippe Noudjènoumè
Philippe Noudjènoumè, né le 31 décembre 1948 , est un professeur de droit et homme politique béninois. Premier secrétaire général du Parti Communiste du Bénin (PCB), il est le président du parti Alliance pour la Patrie.

## Biographie

### Origines  et éducation
En 1996, il obtient un doctorat en droit en France après avoir publié sa thèse sur « La problématique de la démocratie en Afrique : le cas du Bénin de 1988 à 1993 »,.

### Carrière professionnelle
Professeur titulaire de droit et constitutionnaliste, il est enseignant à la Faculté de Droit et des Sciences Politiques (FADESP) de l'Université d'Abomey-Calavi,.

### Parcours politique
Partisan du marxisme-léninisme, Philippe Noudjènoumè s'engage en politique pendant la période révolutionnaire sous le Matthieu Kérékou. Il participe, en décembre 1977, à la création du Parti communiste du Bénin  dont il devient le premier secrétaire général. L'objectif, dit-il, est de « faire la révolution au Bénin pour la conquête du pouvoir par les travailleurs et les peuples »,. En décembre 2022, il est nommé coordonnateur général de l’Organisation des Peuples d’Afrique de l’Ouest (OPAO).

## Œuvres scientifiques et littéraires
Il est auteur des ouvrages scientifiques et littéraires qui suivent :   
- La démocratie au Bénin, 1988-1993: bilan et perspectives, l'Harmattan, coll. « Sociétés africaines & diaspora », 1999 (ISBN 978-2-7384-7768-2)[9]
- Les frontières maritimes du Bénin: extraits des actes du colloque scientifique du Laboratoire "Droit & Démocratie", coupole du Ministère des affaires étrangères et de la coopération (MAEC), Cotonou, 26 septembre 1998, Harmattan, coll. « Sociétés africaines et diaspora », 2004 (ISBN 978-2-7475-6341-3)[10].
- 2011: Pauvreté et Corruption publié aux Editions du Chant d'Oiseau à Cotonou[11];
- 2013: Projet de revision de la constitution du 11 décembre 1990: grave recul ; des libertes, de la democratie et de la gouvernance au Bénin publié aux Éditions La Flamme à Cotonou[12];
- 2017: Histoire d'une évasion paru aux Éditions INIREF à Cotonou[13];
- 2019: Propositions pour une reorientation du modele économique et politique du Benin[14]